# Carl Richard Gneist
Carl Richard Gneist (auch: Karl Richard Gneist; * 4. September 1868 in Carlsruhe/Oppeln; † 4. Oktober 1939 in Bad Nauheim) war ein deutscher Diplomat.

## Leben
Carl Gneist wurde als Sohn des Hofpredigers Carl Gneist und dessen Ehefrau Susan, geborene Plimmer-Goold, in Carlsruhe bei Oppeln geboren. Er besuchte das Gymnasium in Sagan in Niederschlesien und legte hier zu Ostern 1887 das Abitur ab. Im Anschluss daran studierte er an den Universitäten in Jena, München und Berlin Rechtswissenschaften. Das Referandarexamen legte er am 3. November 1890 ab und war danach im preußischen Justizdienst als Referendar in Berlin, Landsberg in Oberschlesien und in Breslau tätig. Im Oktober 1891 ging er als Einjährig-Freiwilliger zum preußischen Militärdienst. Zum Sekonde-Leutnant wurde er am 27. Januar 1895 befördert. Sein Assesorenexamen legte er im Juni des Folgejahres ab.
Im April 1897 wurde Carl Gneist in den Auswärtigen Dienst einberufen und begann hier die konsularische Laufbahn im Auswärtigen Amt Berlin in der Abteilung II (Handelspolitik). Ein Jahr später wechselte er im Mai in die Abteilung III (Recht). Sein erster Auslandseinsatz führte ihn im Juni 1899 an das deutsche Generalkonsulat in Konstantinopel. Im März 1900 wieder nach Deutschland zurückgekehrt war er kurzzeitig wieder im Auswärtigen Amt in der Abteilung III eingesetzt und erhielt im August den Charakter eines Vizekonsuls. Zum 31. Dezember 1902 wurde er Ständiger Hilfsarbeiter des Amtes und bekam zum 1. Juli 1903 den Charakter als Legationsrat. Sein nächster Auslandseinsatz führte ihn ab 28. Mai 1904 als Konsul auf das Generalkonsulat nach New York. Zu seinem Verantwortungsbereich gehörte vor allem der Hafen von New York. In seine Amtszeit fiel der Brand des Raddampfers General Slocum. Am 28. Januar 1905 wurde er zum Oberleutnant der Reserve befördert. Sein Einsatz in New York dauerte bis zum 2. Oktober 1909. Von New York wechselte er nach Rotterdam und übernahm ab 16. November 1909 die kommissarische Leitung des Konsulates. Ab März 1910 war er als fester Konsul des Deutschen Reichs in Rotterdam eingesetzt.
Mehrfach wurde Carl Gneist während seiner Rotterdammzeit bis Mai 1916 zur kommissarischen Beschäftigung ins Auswärtige Amt in den Abteilungen III (Recht) und Abteilung IB (Personal und Verwaltung) gerufen. Ab 14. Mai 1915 war er zum Wirklichen Legationsrat und Vortragenden Rat ernannt worden. Während seiner konsularischen Tätigkeit wurde Gneist im Raum Rotterdam, neben seiner konsularischen Tätigkeit, inoffiziell als Führungsoffizier des Marinenachrichtendienstes tätig. Die niederländischen Behörden hatten seine konspirativen Aktivitäten jedoch enttarnt und unterschiedlichen Ortes Aufforderungen zur Einstellung der nicht einvernehmlichen Aktivitäten ausgesprochen. Deshalb wechselte er im September 1915 zuerst an die Gesandtschaft in Den Haag und als weitere Sachverhalte bekannt wurden, musste er auf Grund des Druckes der Landesbehörden die konsularische Tätigkeit aufgeben. Ungeachtet der Vorwürfe und Aufforderungen behielt er seine nachrichtendienstlichen Aktivitäten bei und wechselte, um im Land bleiben zu können, in den Bereich des Handelsattachés. Auf diesem Weg löste er im Sommer 1915 den Handelsattaché von Hartogensis in der Gesandtschaft in Den Haag ab. Bis 1919 kümmerte er sich nun vorrangig um die Bearbeitung von Warenaustauschgeschäften zur Kriegsversorgung in Deutschland und leitete in diesem Zusammenhang ein Teil der Wirtschaftsgeschäfte des Konsulats in Rotterdam unter den anhaltenden Kriegsbedingungen. Am 1. Mai 1916 wurde er zum Handelsbeirat ernannt.
In den diplomatischen Dienst der Weimarer Republik übernommen trat Carl Gneist am 31. Juli 1919 eine Tätigkeit im Büro des Auswärtigen Amtes in Weimar, während der externen Tätigkeit der Regierung wegen der in Berlin anhaltenden Kämpfe, an. Von hier wurde er im Spätsommer wieder nach Berlin versetzt und begann ab 24. September 1919 seinen Dienst als Referent der Abteilung I B (Personal und Verwaltung). Ab da führte er die Amtsbezeichnung als Geheimer Legationsrat. Ein Jahr darauf übernahm er zum 11. Oktober 1920 die kommissarische Leitung der Abteilung I. Während dieser Zeit nahm er mehrfach an Kabinetts- und Ministersitzungen der Reichsregierung teil. Am 2. Juli 1921 wurde er zum Ministerialdirektor ernannt und ihm die Leitung der Abteilung I hauptverantwortlich übertragen. Von der Position des Leiters der Personalabteilung im Auswärtigen Amt wechselte er 1924 erneut in den diplomatischen Dienst. Er traf am 9. Mai 1924 in der deutschen Gesandtschaft in Buenos Aires ein. Mit der Amtsbezeichnung eines außerordentlichen Gesandten und bevollmächtigten Ministers löste er hier am 14. Oktober 1924 den bisherigen Geschäftsträger Adolf Pauli (1860–1947) ab. Am 3. Januar 1925 wurde er zum Gesandten I. Klasse ernannt. Nach 4 Jahren Amtszeit wurde er dann am 8. März 1928 in den einstweiligen Ruhestand versetzt. Seinen Posten in Buenos Aires übernahm Friedrich von Keller. Endgültig in den Ruhestand wurde er dann am 18. Juli 1933 versetzt. In Berlin arbeitete er daraufhin als Rechtsanwalt. Nach 1933 wurde er Mitglied der NSDAP.

## Familie
Carl Gneist heiratete am 15. Juni 1905 Charlotte, geborene Uelsmann. Aus der Ehe gingen zwei Kinder hervor, Carl * 21. Oktober 1906 und Hans * 18. Dezember 1914.
Am 4. Oktober 1939 verstarb Carl Gneist in Bad Nauheim. Seine Ehefrau ist 1952 verstorben.